# Boldt & Lieske
Die Karosseriewerke Boldt & Lieske waren ein deutscher Stellmacherbetrieb, der in Berlin-N4 ansässig war.
Die Firma wurde 1923 gegründet und baute ausschließlich PKWs zu Kombinationskraftwagen um. Beispielsweise entfernte man aus Phaeton-Karosserien die hintere Sitzreihe und baute stattdessen eine Zinkwanne ein. Diese Installation war besonders für Metzger geeignet. Es gab auch Ausführungen mit Pritsche oder Transportkasten im hinteren Bereich der Fahrzeuge. Von außen waren diese Umbauten häufig nicht von Serienfahrzeugen zu unterscheiden. Zuletzt wurden auch noch einige Cabriolet-Umbauten gefertigt. 1927 wurde die Produktion wieder eingestellt. 

## Quelle
- Werner Oswald: Deutsche Autos 1920–1945. 10. Auflage. Motorbuch Verlag, Stuttgart 1996, ISBN 3879435197.